# Lucão (futebolista)
Lucas Alexandre Galdino de Azevedo, mais conhecido pelo apelido Lucão (Barra Mansa, 26 de fevereiro de 2001) é um futebolista brasileiro que atua como goleiro. Atualmente, defende o Red Bull Bragantino. 

## Carreira

### Início
Nascido em Barra Mansa, Lucão começou a jogar futebol aos 7 anos, numa escolinha de seu bairro chamada Nova Esperança, mas atuava na linha e não no gol. Acabou se fixando no gol após o goleiro titular se machucar, o time estar perdendo de 1 a 0 e precisar de um goleiro para defender um pênalti, tendo Lucão defendido e não saído mais da posição, após decidir seguir os mesmos passos do avô, que foi goleiro do Bangu, e de seu pai, que também foi goleiro nos seus tampos de futebol amador.

### Vasco da Gama

#### Base
Com 12 anos, passou a defender o Volta Redonda e o time de futsal do Sesi, alternando entre os 2 times. Em 2013, atuando pelo Sesi, foi observado por um olheiro do Vasco em um torneio de futsal em Grajaú, que o convidou para fazer um teste no clube, onde passou e começou a atuar.
Fez parte do elenco que disputou a Copa São Paulo de Futebol Júnior de 2019 que chegou na final, mas acabou sendo derrotado pelo São Paulo nos pênaltis por 3 a 1, após um empate de 2 a 2 no tempo normal.

#### 2020
Fez sua estreia pelo Vasco em 2 de fevereiro de 2020, na derrota de 1 a 0 para o Botafogo na rodada do Campeonato Carioca. Lucão se tornou o mais jovem goleiro a atuar pelo Vasco no Século XXI com 18 anos, 11 meses e 2 dias, superando o recorde anterior de 21 anos, 7 meses e 19 dias de Helton em 2000. No dia 10 de fevereiro, renovou seu contrato com o clube até dezembro de 2023.
Fez sua estreia como titular no empate de 1 a 1 contra o São Paulo na 22a rodada do Campeonato Brasileiro.
Em 4 de dezembro, em seu 5° jogo como titular, acabou falhando no gol do Defensa y Justicia no jogo de volta das oitavas da Sul-Americana. O clube argentino venceu por 1 a 0 e eliminou o cruz-maltino da competição.

#### 2021
Chegou a uma boa sequência de 4 jogos consecutivos como titular no jogo contra a Caldense na Copa do Brasil, jogo que terminou empatado em 1 a 1 e tendo Vasco conseguido a classificação para a próxima fase.

## Seleção Brasileira

### Sub-15
Em abril de 2014, Lucão foi convocado para um período em Águas de Lindoia, de 21 à 30 de abril. Em outubro, foi mais uma vez convocado  para treinos entre dia 20 e 25 de outubro do mesmo ano.
No dia 6 de agosto de 2014, Lucão foi um dos 23 convocados por Cláudio Caçapa para um período de treinamento nos Estados Unidos.

### Sub-17
Em 16 de fevereiro de 2017, foi um dos 23 convocados pelo técnico Carlos Amadeu para a disputa do Sul-Americano Sub-17. Fez um jogo, na vitória de 2 a 0 sobre a Argentina, na 4a rodada da fase de grupos. Se sagrou campeão do torneio após o Brasil golear o Chile por 5 a 0.

### Sub-20
Em 2019, foi um dos 23 convocados para a disputa de um triangular contra as seleções do Peru e Colômbia, entre 25 de novembro e 4 de dezembro.
Em outubro de 2020, foi convocado pelo técnico André Jardine para um período de treinos, porém não foi liberado pelo Vasco.

### Sub-23

#### Torneio de Toulon
Foi um dos convocados por André Jardine para a disputa do Torneio de Toulon de 2019. Disputou um jogo, sendo a goleada de 5 a 0 sobre o Catar, na última rodada da fase de grupos e sagrou campeão ao bater Japão na final, após um empate de 1 a 1 no tempo normal e ganhar nos pênaltis por 5 a 4.

#### Jogos Olímpicos de 2020
Foi um dos 18 convocados pelo técnico André Jardine para representar o Brasil nas Olimpíadas de 2020, em Tóquio.

## Títulos

### Seleção Brasileira Sub-17
- Campeonato Sul-Americano Sub-17: 2017

### Seleção Brasileira Sub-23
- Torneio de Toulon: 2019
- Jogos Olímpicos: 2020

### Vasco da Gama
- Taça Rio: 2021

#### Base
Campeonato Carioca de Futebol Sub-20: 2020

## Estatísticas
Atualizadas até 4 de agosto de 2021.

### Clubes
| Club              | Temporada         | Campeonato Nacional | Campeonato Nacional | Copa Nacional | Copa Nacional | Competições continentais | Competições continentais | Outros torneios | Outros torneios | Total | Total |
| Club              | Temporada         | Jogos               | Gols                | Jogos         | Gols          | Jogos                    | Gols                     | Jogos           | Gols            | Jogos | Gols  |
| ----------------- | ----------------- | ------------------- | ------------------- | ------------- | ------------- | ------------------------ | ------------------------ | --------------- | --------------- | ----- | ----- |
| Vasco da Gama     | 2020              | 2                   | 0                   | —             | —             | 2                        | 0                        | 1               | 0               | 5     | 0     |
| Vasco da Gama     | 2021              | 3                   | 0                   | 2             | 0             | —                        | —                        | 9               | 0               | 14    | 0     |
| Vasco da Gama     | Total             | 5                   | 0                   | 2             | 0             | 2                        | 0                        | 10              | 0               | 19    | 0     |
| Total na carreira | Total na carreira | 5                   | 0                   | 2             | 0             | 2                        | 0                        | 10              | 0               | 19    | 0     |

- a.^ Jogos da Copa do Brasil
- b.^ Jogos da Copa Sul-Americana
- c.^ Jogos da Campeonato Carioca